# Andy Devine
Andrew Vabre Devine (ur. 7 października 1905 w Flagstaff, zm. 18 lutego 1977 w Orange) – amerykański aktor filmowy. Krótkofalowiec, posiadał znak WB6RER.
Zagrał drugoplanową rolę w westernie Johna Forda Dyliżans (1939), oraz występował w serialu Prawo Burke’a (1964).

## Filmografia
- 1928: Arka Noego
- 1937: W starym Chicago